# Sericostoma clypeatum
Sericostoma clypeatum är en nattsländeart som beskrevs av Hagen 1864. Sericostoma clypeatum ingår i släktet Sericostoma och familjen krumrörsnattsländor. Inga underarter finns listade i Catalogue of Life.